# Klubowy Puchar Europy kobiet w szachach (2024)
2024 – dwudziesty ósmy sezon Klubowego Pucharu Europy kobiet w szachach. Rozgrywki odbyły się we Vrnjačkiej Banji w dniach 20–26 października 2024 roku. Tytuł zdobył słoweński Tajfun – ŠK Ljubljana.

## Format rozgrywek
Turniej odbywał się systemem szwajcarskim na dystansie siedmiu rund. W przypadku identycznej liczby punktów decydował olimpijski system Sonneborna-Bergera. Przy dalszej równości uwzględniano kolejno: łączną liczbę punktów uzyskanych przez zawodniczki, system Buchholza i pełny system Sonneborna-Bergera.

## Uczestnicy
W nawiasie podano średni ranking Elo. Źródło: Chess-Results.com

- She Plays To Win Lionesses (2052)
- Napredak Zenica (2078)
- Tallinna MK (1966)
- Rishon LeZion Chess Club (2061)
- Gambit Bonnevoie (2331)
- MŠK Centar (2353)
- CE Monte-Carlo (2489)
- SG Solingen A (2241)
- SG Solingen B (2078)
- SuperChess Club (2426)
- Crvena zvezda Data Driven Lab (2235)
- Rudar Kostolac (2144)
- Sirmium Sremska Mitrovica (2418)
- Zmaj Belgrad (1976)
- ŠK Javes Modra (2206)
- Tajfun – ŠK Ljubljana (2437)
- Wasa SK (2085)
- Garuda Ajka BSK (2459)

## Rozgrywki

### Runda 1
Źródło: Chess-Results.com
20 października 2024
| CE Monte-Carlo – ŠK Javes Modra 4:0                 |
| Rudar Kostolac – Garuda Ajka BSK 1:3                |
| Tajfun – ŠK Ljubljana – Wasa SK 4:0                 |
| Napredak Zenica – SuperChess Club ½:3½              |
| Sirmium Sremska Mitrovica – SG Solingen B 4:0       |
| Rishon LeZion Chess Club – MŠK Centar ½:3½          |
| Gambit Bonnevoie – She Plays To Win Lionesses 2½:1½ |
| Zmaj Belgrad – SG Solingen A 1½:2½                  |
| Crvena zvezda Data Driven Lab – Tallinna MK 3:1     |

### Runda 2
Źródło: Chess-Results.com
21 października 2024
| Sirmium Sremska Mitrovica – CE Monte-Carlo 2:2     |
| Garuda Ajka BSK – MŠK Centar 3½:½                  |
| Gambit Bonnevoie – Tajfun – ŠK Ljubljana ½:3½      |
| SuperChess Club – SG Solingen A 4:0                |
| ŠK Javes Modra – Crvena zvezda Data Driven Lab 1:3 |
| Rishon LeZion Chess Club – Rudar Kostolac 2:2      |
| Wasa SK – She Plays To Win Lionesses 2½:1½         |
| Zmaj Belgrad – Napredak Zenica 1:3                 |
| SG Solingen B – Tallinna MK 3:1                    |

### Runda 3
Źródło: Chess-Results.com
22 października 2024
| SuperChess Club – Garuda Ajka BSK 1:3                       |
| Tajfun – ŠK Ljubljana – Crvena zvezda Data Driven Lab 2½:1½ |
| MŠK Centar – CE Monte-Carlo 1½:2½                           |
| SG Solingen A – Sirmium Sremska Mitrovica 1:3               |
| Wasa SK – Gambit Bonnevoie 2½:1½                            |
| Napredak Zenica – Rudar Kostolac 2½:1½                      |
| SG Solingen B – Rishon LeZion Chess Club 2:2                |
| Tallinna MK – ŠK Javes Modra 0:4                            |
| She Plays To Win Lionesses – Zmaj Belgrad 2:2               |

### Runda 4
Źródło: Chess-Results.com
23 października 2024
| Garuda Ajka BSK – Tajfun – ŠK Ljubljana ½:3½                    |
| CE Monte-Carlo – SuperChess Club 1½:2½                          |
| Crvena zvezda Data Driven Lab – Sirmium Sremska Mitrovica 2½:1½ |
| Napredak Zenica – Wasa SK 3½:½                                  |
| MŠK Centar – SG Solingen B 1½:2½                                |
| ŠK Javes Modra – Gambit Bonnevoie ½:3½                          |
| SG Solingen A – Rishon LeZion Chess Club 3:1                    |
| Rudar Kostolac – She Plays To Win Lionesses 4:0                 |
| Tallinna MK – Zmaj Belgrad 2:2                                  |

### Runda 5
Źródło: Chess-Results.com
24 października 2024
| Tajfun – ŠK Ljubljana – SuperChess Club 1½:2½         |
| Crvena zvezda Data Driven Lab – Garuda Ajka BSK 1½:2½ |
| Sirmium Sremska Mitrovica – Napredak Zenica 4:0       |
| SG Solingen B – CE Monte-Carlo ½:3½                   |
| Gambit Bonnevoie – SG Solingen A 2:2                  |
| Wasa SK – Rudar Kostolac 1:3                          |
| Zmaj Belgrad – MŠK Centar 0:4                         |
| Rishon LeZion Chess Club – ŠK Javes Modra 1:3         |
| She Plays To Win Lionesses – Tallinna MK 2½:1½        |

### Runda 6
Źródło: Chess-Results.com
25 października 2024
| CE Monte-Carlo – Garuda Ajka BSK 2:2                   |
| Sirmium Sremska Mitrovica – Tajfun – ŠK Ljubljana ½:2½ |
| SuperChess Club – Crvena zvezda Data Driven Lab 2½:1½  |
| Napredak Zenica – Gambit Bonnevoie ½:3½                |
| SG Solingen A – SG Solingen B 1½:2½                    |
| Rudar Kostolac – MŠK Centar 1½:2½                      |
| ŠK Javes Modra – She Plays To Win Lionesses 2½:1½      |
| Zmaj Belgrad – Wasa SK 2½:1½                           |
| Tallinna MK – Rishon LeZion Chess Club 1:3             |

### Runda 7
Źródło: Chess-Results.com
26 października 2024
| Tajfun – ŠK Ljubljana – CE Monte-Carlo 2½:1½              |
| SuperChess Club – Sirmium Sremska Mitrovica 1½:2½         |
| Garuda Ajka BSK – Gambit Bonnevoie 3½:½                   |
| SG Solingen B – Crvena zvezda Data Driven Lab 0:4         |
| MŠK Centar – ŠK Javes Modra 3½:½                          |
| SG Solingen A – Napredak Zenica 4:0                       |
| Rudar Kostolac – Zmaj Belgrad 3:1                         |
| She Plays To Win Lionesses – Rishon LeZion Chess Club 2:2 |
| Wasa SK – Tallinna MK 3:1                                 |

## Klasyfikacja
Źródło: Chess-Results.com
| Msc | Zespół                        | M | W | R | P | Pkt |
| --- | ----------------------------- | - | - | - | - | --- |
| 1   | Tajfun – ŠK Ljubljana         | 7 | 6 | 0 | 1 | 12  |
| 2   | Garuda Ajka BSK               | 7 | 5 | 1 | 1 | 11  |
| 3   | SuperChess Club               | 7 | 5 | 0 | 2 | 10  |
| 4   | Sirmium Sremska Mitrovica     | 7 | 4 | 1 | 2 | 9   |
| 5   | Crvena zvezda Data Driven Lab | 7 | 4 | 0 | 3 | 8   |
| 6   | CE Monte-Carlo                | 7 | 3 | 2 | 2 | 8   |
| 7   | MŠK Centar                    | 7 | 4 | 0 | 3 | 8   |
| 8   | Gambit Bonnevoie              | 7 | 3 | 1 | 3 | 7   |
| 9   | Rudar Kostolac                | 7 | 3 | 1 | 3 | 7   |
| 10  | SG Solingen A                 | 7 | 3 | 1 | 3 | 7   |
| 11  | SG Solingen B                 | 7 | 3 | 1 | 3 | 7   |
| 12  | Napredak Zenica               | 7 | 3 | 0 | 4 | 6   |
| 13  | Wasa SK                       | 7 | 3 | 0 | 4 | 6   |
| 14  | ŠK Javes Modra                | 7 | 3 | 0 | 4 | 6   |
| 15  | Rishon LeZion Chess Club      | 7 | 1 | 3 | 3 | 5   |
| 16  | She Plays To Win Lionesses    | 7 | 1 | 2 | 4 | 4   |
| 17  | Zmaj Belgrad                  | 7 | 1 | 2 | 4 | 4   |
| 18  | Tallinna MK                   | 7 | 0 | 1 | 6 | 1   |